# 117 (nombre)
Pour les articles homonymes, voir 117 (homonymie).
117 (cent-dix-sept ou cent dix-sept) est l'entier naturel qui suit 116 et qui précède 118.

## En mathématiques
117 est :
- la plus petite longueur possible du plus long côté d'un tétraèdre de Héron (qui possède des côtés tous en nombres rationnels) ;
- un nombre pentagonal ;
- un nombre Harshad.

## Enastronomie
- Le nombre de Saros de la série d'éclipses solaires qui a commencé le 24 juin 792 à 05:51:16 UT et qui finira le 3 août 2054 à 18:01:55 UT. La durée de la série de Saros 117 est de 1262,11 années, et contient 71 éclipses solaires.
- Le nombre de Saros de la série d'éclipses lunaires qui a commencé le 3 avril 1094 à 17:26:38 UT et qui finira le 26 mai 2374 à 19:33:35 UT. La durée de la série de Saros 119 est de 1280,14 années, et elle contient 72 éclipses lunaires.
- L'objet 117 du NGC (New General Catalog) www.ngcic.org, une galaxie spirale de magnitude 15 dans la constellation Cetus.

## Dans d'autres domaines
117 est aussi :
- le nombre d'écailles du dragon oriental ;
- le format de film utilisé par la première caméra Brownie de Kodak ;
- Lockheed Martin F-117 Nighthawk : sa conception remonte au début des années 1975, lorsque les bureaux d'étude de Lockheed furent chargés d'étudier un avion furtif. Pour ce faire l'avionneur californien a conçu un avion possédant des formes polyédriques, ses entrées d'air (qui trahissent les avions) sont cachées derrière des grilles et son revêtement absorbe les ondes radars (RAM) ;
- Hubert Bonisseur de La Bath, alias OSS 117, est un personnage de fiction créé par l'auteur français Jean Bruce (1921-1963). Après la mort de Jean Bruce, les aventures de OSS 117 ont été écrites par Josette Bruce, son épouse ;
- le numéro de matricule du héros du jeu vidéo John 117 venant des jeux vidéo de l'univers Halo ;
- le numéro d'appel de la police en Suisse ;
- le numéro atomique du tennesse, un élément chimique (halogène transactinide) ;
- l’identification de l’hélicoptère de la série Medicopter
- le modèle d’hélicoptère BK117
- années historiques : -117,  117 ;
- ligne 117 .